# 테오도어 헤르츨
테오도어 헤르츨(독일어: Theodor Herzl, 히브리어: בִּנְיָמִין זְאֵב תֵּאוֹדוֹר הֶרְצְל 빈야민 제브 테오도르 헤르츨, 1860년 5월 2일 ~ 1904년 7월 3일)은 오스트리아-헝가리의 유대계 기자, 법률가, 작가이자 정치 활동가이다. 현대 정치적 시온주의의 초창기 주창자로 알려져 있으며, 이스라엘 독립 선언서에서 "유대 국가의 영적 아버지"로 불린다.
헤르츨은 헝가리 페슈트에서 태어났다. 빈에서 잠시 변호사로 활동하다가 신문 《노이에 프라이에 프레세》(Neue Freie Presse)의 파리 특파원이 되었다. 드레퓌스 사건과 빈에서의 반유대주의 사건들을 목격하며 유럽에서의 유대인의 사회적 동화에 대해 회의를 느끼고 유대 국가를 세우기 위해 활동하게 되었다. 1897년 스위스 바젤에서 열린 초대 시온주의 대회에서 회장으로 선출되었으며, 유대 국가를 세우기 위해 빌헬름 2세를 만나고 압뒬하미트 2세와 접촉하려 하였다. 키시뇨프 포그롬 이후 영국 식민장관 조지프 체임벌린을 통해 동아프리카 보호령에 유대인의 피난처를 만들려 하였다. 1904년 심장병으로 사망하였으며, 1949년 이스라엘 헤르츨 언덕에 이장되었다.